# Уилям Купър
Уилям Купър (на английски: William Cowper) (26 ноември 1731 – 25 април 1800) е английски поет и автор на религиозни химни. Един от най-популярните творци за времето си, Купър играе важна роля за развитието на пасторалната поезия като жанр през 18 век. В много отношения той е предшественик на романтизма в поезията. Колридж го определя като „най-добрия поет на нашето време“, а Уърдсуърт отдава почитанията си на поемата на Купър „Ярдли Оук“.
Купър е отявлен протестант-евангелист и намира спасение от религиозните си терзания в писането на църковни химни. Близък сподвижник е на Джон Нютън, автор на химна „Чудна благодат“ (Amazing Grace).
Някои от най-известните идиоматични фрази в съвременния английски език са дело на Купър:
- „God moves in a mysterious way 
His wonders to perform“

(„Неведоми са пътищата Господни“ или буквално „Бог по неведоми пътища твори Своите чудеса“) – от поемата „Светлина, извираща от тъмнината“ (Light Shining out of Darkness)
- Variety's the very spice of life,
That gives it all its flavour.

„Разнообразието е подправката на живота, която му придава вкус.“ – от „Задачата“, 1785 г.

## Основни произведения
- Химните от Олни, 1779 г., в съавторство с Джон Нютън.
- Забавната история на Джон Гилпин, 1782 г.
- Задачата, 1785 г.
- превод на Омировите „Илиада“ и „Одисея“, 1791 г.